# Lukas Tulovic

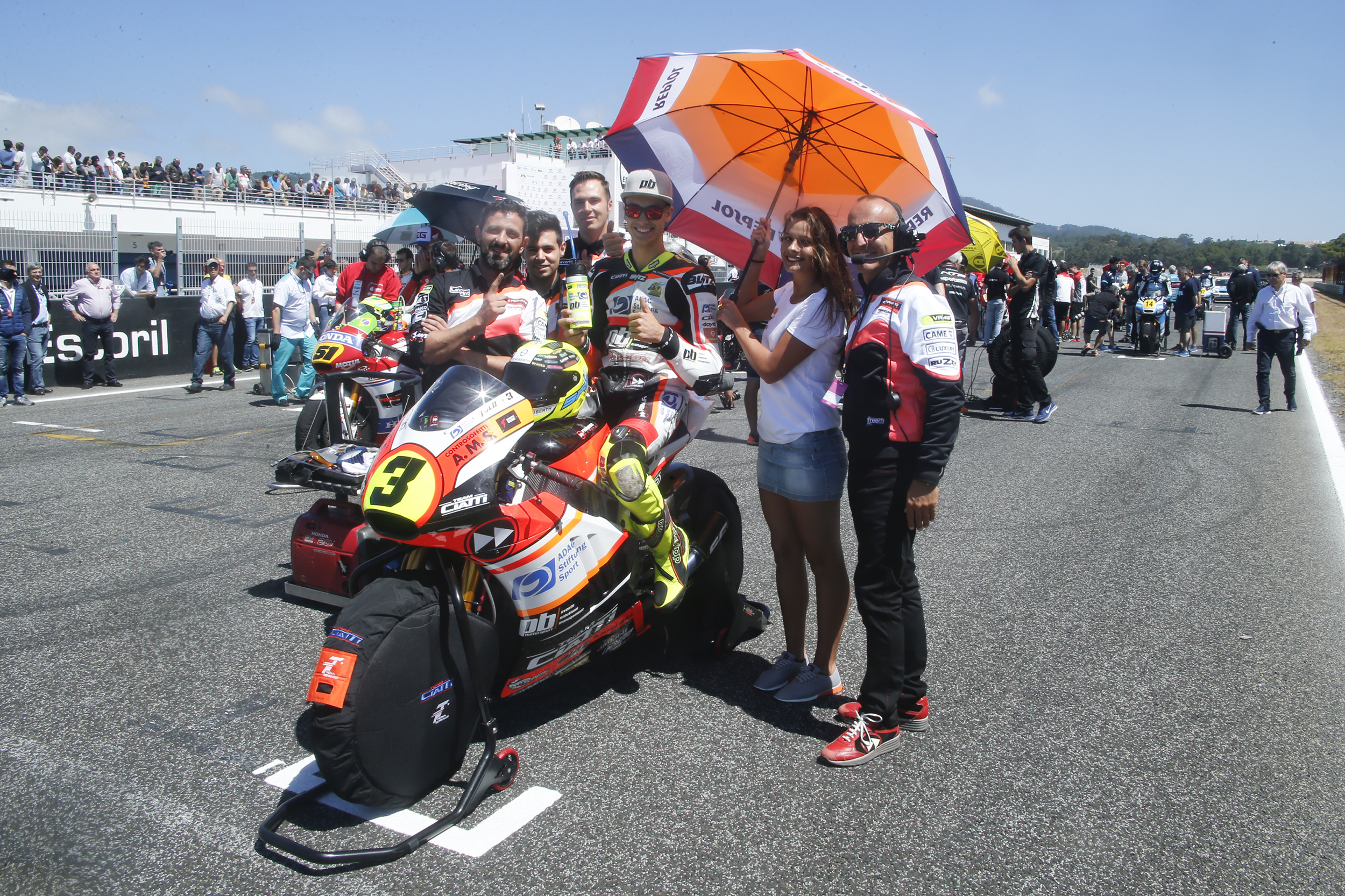
Lukas Tulovic na FIM CEV Repsol Estoril, 2017.

Lukas Tulovic (Eberbach, 15 de junho de 2000) é um motociclista alemão, que atualmente compete na Moto2 pela Kiefer Racing.

## Carreira
Em 2015 fez sua estreia no motociclismo, disputando a temporada do Campeonato Europeu de Motovelocidade. Em 2018 teve seu melhor desempenho, terminando em oitavo lugar entre 44 pilotos inscritos.
Sua primeira corrida na Moto2 foi em 2018, substituindo Dominique Aegerter na equipe Kiefer Racing nas etapas de Espanha e França, não pontuando em ambas.
 Tulovic ainda disputou o GP da Comunidade Valenciana pela Forward Racing Team, ficando em 20º e último lugar (foi um dos 2 pilotos que encerraram a prova uma volta atrás do vencedor, o português Miguel Oliveira; o outro foi o italiano Federico Fuligni).
Para a temporada 2019, disputará sua primeira temporada completa na Moto2, assinando com a mesma Kiefer Racing.